# Иувеналий (Масловский)
Архиепископ Иувена́лий (Ювеналий, в миру Евге́ний Алекса́ндрович Масло́вский; 15 [27] января 1878, Ливны, Орловская губерния — 25 октября 1937, Томск) — епископ Русской православной церкви, архиепископ Рязанский и Шацкий.
Прославлен в лике святых Русской православной церкви в 2000 году.

## Биография
Родился в семье дворянина Александра Масловского и его жены Анны. Окончил классическую гимназию в Гродно (1899), Казанскую духовную академию со степенью кандидата богословия (1903).
10 февраля 1901 года пострижен в монашество с именем Иувеналий. 25 февраля 1901 года возведён в сан иеродиакона, 3 июня 1902 года — иеромонаха.
С 1903 года — член Урмийской духовной миссии в Персии.
С 1904 года — преподаватель гомилетики в Псковской духовной семинарии.
С 4 октября 1906 года — настоятель общежительного Спасо-Елеазарова монастыря Псковской епархии; 6 октября епископом Псковским Арсением (Стадницким) возведён в сан игумена.
С 23 октября 1910 года — настоятель Новгородского Юрьева первоклассного монастыря, 14 ноября того же года возведён в сан архимандрита тем же архиереем, за его последним служением в Пскове в связи с перемещением на Новгородскую кафедру.

### Епископ Каширский
Высочайшим повелением от 29 июля 1914 года назначен епископом Каширским, викарием Тульской епархии (вместо Евдокима (Мещерского)). Хиротонисан во епископа 24 августа того же года в Петрограде. Прибыл в Тулу 9 сентября 1914 года.
Награждён орденами святой Анны II (1913) и I (1916) степени, святого Владимира III степени (1915).

### Епископ Тульский
С 27 мая 1917 года временно управлял Тульской епархией. На состоявшихся в Туле 23 июля 1917 года выборах правящего архиерея получил 86,5 % голосов выборщиков (417 из 482). 29 июля 1917 года назначен епископом Тульским и Белёвским, «согласно выраженному на епархиальном съезде желанию духовенства и мирян».
Член Поместного собора 1917—1918 годов, участвовал в 1-2-й сессиях, член XI отдела.
В 1918 году ранен красноармейцами при расстреле крестного хода в Туле.
С 1919 года — епископ Тульский и Венёвский. С 1920 года — епископ Тульский и Одоевский, член Священного синода и Высшего церковного совета.
В 1922 году за совершение молебна перед новоявленной иконой Божией Матери и противодействие изъятию церковных ценностей приговорён к 10 годам строгой изоляции, в 1923 году освобождён.

### Курский архиепископ и заключение в Соловках
С 17 октября 1923 года — архиепископ Курский и Обоянский. В феврале 1924 года был арестован и в 1925 году за «антисоветскую агитацию и контрреволюционную деятельность» приговорён к 3 годам заключения в Соловецком лагере особого назначения (СЛОН). Работал сторожем. Участвовал в составлении «Соловецкого послания» находившихся в лагере архиереев советским властям, в котором предлагалось проводить в жизнь принцип взаимного невмешательства государства и Церкви в дела друг друга.
В условиях лагерного заключения начал трудиться над «Архиерейским Торжественником», составившим впоследствии три тысячи страниц (в совершенстве знал церковный устав и поражал современников исключительной памятью на церковные песнопения). Сделал попытку связать практику древнерусских архиерейских служб, содержащихся в Чиновниках московского Успенского, Холмогорско-Преображенского, нижегородского Преображенского и новгородского Софийского соборов с современной церковной практикой, подведя различные местные особенности под единые правила для всех архиерейских служб. Рукопись была утрачена в 1935 году.
Поддержал «Декларацию» митрополита Сергия (Страгородского) о лояльности советской власти и по его ходатайству был освобождён из лагеря.

### Рязанский архипастырь
С 27 апреля 1928 года — архиепископ Рязанский и Зарайский, член Временного Священного синода.
В мае 1928 года митрополит Сергий направил архиепископа Иувеналия для достижения согласия к отделившемуся от него после выхода «Декларации» митрополиту Ярославскому Агафангелу. Владыке удалось смягчить конфликт между двумя митрополитами.
С 7 августа 1929 года — архиепископ Рязанский и Шацкий.
В 1932 году награждён крестом на клобук.
По воспоминаниям Елены Леонардовны Вольной, знавшей его в этот период:

При произнесении им проповедей чувствовалось, что все, к чему он нас призывает, не отвлеченные истины, а это его внутренняя жизнь, то, чем живёт он сам. Его молитвенная настроенность передавалась и всем верующим, и мы были не просто слушателями, а одной семьёй с отцом-архипастырем во главе.
Владыка был вдохновенным оратором, и все его богослужения сопровождались поучениями, и мы ждали его проповедей. Мы не знали, что весь запас этих полученных нами духовных ценностей нам пригодится вскоре, что мы этим наследием будем жить долгие годы безвременья и тяжелой войны, пока не наступят другие времена и не придут новые делатели на Ниву Христову.

Протоиерей Анатолий Правдолюбов так вспоминал о епископе Иувеналии:

Особенное же впечатление произвел на меня в Рязани Архиепископ Иувеналий (Масловский). Он жил в убогом домике на окраине города весьма просто и иногда принимал меня у себя в садике, даже сажал рядом с собой. Этот величественный Архипастырь нами, детьми обоего пола, был любим, я бы сказал, даже чрезмерно. Будучи княжеского происхождения, он сиял и красотой лучших наших древних князей. Это был удивительный знаток Устава, не только нашего, но и многих других, весьма успешный устроитель благолепия богослужебного, окруживший себя ангелоподобными, молодыми и строгими священноиноками, которые обладали прекрасными голосами и дивной способностью к какому-то почти идеальному певческому ансамблю.

Принимал в епархию возвращающихся из ссылок священнослужителей, давая им приходы и помогая материально. В 1935 году арестованный священник из Старожиловского района иеромонах Анатолий (Купряшкин) бежал из-под стражи и около недели скрывался в доме архиепископа, но был кем-то выдан, вновь арестован и сослан. Вернувшемуся из ссылки игумену Кириллу (Зеленину) дал приход, а после того, как власти изгнали его за организацию общины верующих и работу с молодёжью, также скрывал и его, спустя некоторое время направив на новый приход. О переживаниях владыки в конце его пребывания на Рязанской кафедре, можно судить по следующим его словам: «Жить стало трудно, никому нельзя довериться, так как не знаешь, какими людьми окружён. Люди продают себя и становятся агентами ГПУ».

### Арест и пребывание в Сиблаге
22 января 1936 года был арестован, отправлен в Москву (содержался в Таганской и Бутырской тюрьмах) и приговорён к пяти годам лагерей. Обвинён в том, что «являлся организатором и вдохновителем контрреволюционной группы духовенства, монашества и церковников, систематически с духовенством из числа арестованных вёл контрреволюционные суждения, давал установки контрреволюционного характера, в частности, о переводе Церкви на нелегальное положение, лично сам служил в церкви торжественную панихиду по бывшему русскому царю Николаю II, произнёс в церкви речь контрреволюционного содержания во время своего 20-летнего юбилея, он же разрешал производство тайных постригов, комплектовал вокруг церкви учащуюся молодёжь…» (под юбилеем имелось в виду 20-летие архиерейский хиротонии в 1934 году).
Был этапирован в Сиблаг, куда прибыл 15 июля. Примерно в это время писал в одном из писем: «Как бы мне хотелось поделиться с Вами всем, что пришлось пережить за последнее время. Сколько назидательного, утешительного, отрадного, мистического. Отсюда у меня и бодрость духа, и мир в душе, и сознание, насколько мы ничтожны и как велика сила Божия и Его милость к нам. На каждом шагу, при всех трудностях и тяжести вижу руку Божию, охраняющую, спасающую, утешающую, ласкающую, увеселяющую…».
Был направлен в лагпункт в селе Чистюнька при станции Топчиха Томской железной дороги, затем в лагпункт села Ворошиловка. Работал счетоводом-картотетчиком в финансовой части, бухгалтером, на общих работах (по десять часов в день), заведующим кладовой рабочего инструмента, сторожем. 30 июня 1937 года по состоянию здоровья переведён в Томскую инвалидную трудовую колонию.

### Последний арест и мученическая кончина
В сентябре 1937 года был арестован как «участник к/р кадетско-монархической организации Союз спасения России» и 13 октября Особым совещанием при УНКВД по Новосибирской области приговорён к расстрелу. В ночь с 24 на 25 октября расстрелян на Каштачной горе в Томске, где и похоронен в общей могиле.

## Канонизация и почитание
При подготовке канонизации новомучеников и исповедников, совершённой РПЦЗ в 1981 году, его имя было в несено в черновой список поимённый новомучеников исповедников российских. При издании поимённого списка новомучеников и исповедников РПЦЗ в конце 1990-х годов имя архиепископа Иувеналия не было включено в него наряду с именами других архиереев из числа сторонников митрополита Сергия.
Прославлен в Соборе Рязанских святых 23 июня 1992 года Указом Святейшего Патриарха Московского и всея Руси Алексия II. Причислен к лику святых Новомучеников и Исповедников Российских на Юбилейном Архиерейском соборе Русской православной церкви в августе 2000 для общецерковного почитания.
В Рязани создан Фонд священномученика Иувеналия Рязанского. 25 октября 2004 года в рязанском Театре на Соборной состоялось торжественное заседание, посвящённое памяти священномученика Иувеналия. В заседании приняли участие архиепископ Рязанский и Касимовский Павел, вице-губернатор, председатель правительства Рязанской области Андрей Ярин, представители Рязанской епархии, властных структур и общественности города.
В 2004 году митрополит Курский и Рыльский Иувеналий (Тарасов) ушёл на покой и принял схиму с именем священномученика Иувеналия (Масловского), служившего на Курской кафедре до заключения в Соловки.
В конце 2012 года стало известно, что имя священномученика Иувеналия (Масловского), в числе 36 новомучеников, было исключено из общецерковного календаря на 2013 год без каких-либо объяснений со стороны официальных структур Русской православной церкви; при этом решения о его деканонизации не выносилось ни Священным Синодом, ни прошедшем в феврале 2013 года Архиерейским Собором (они только могут выносить решения о (де)канонизации от лица всей Церкви). По мнению протодиакона Андрея Кураева, такое могло случиться ввиду открытия новых документов, содержащих указания на факты, «не соответствующие христианским представлениям о том, как святой (не простой человек, а именно образцовый святой) должен вести себя на допросе и даже под пыткой».

## Труды
- Речь при наречении во епископа Каширского 21 августа 1914 года // Прибавление к «Церковным ведомостям». 1914. № 37. с. 1615;
- Диаконам и псаломщикам // Тульские епархиальные ведомости. 1917. № 31/32. С. 400—401.
- Заявления // Тульские церковные ведомости. 1922. № 1. С. 12-15;
- Письма из лагеря / Священномученик Иувеналий Рязанский. — М., 1995.
- Вспоминаю незабываемую Рязань: Письма, слова назидания. Рязань, 2004.